# Casal Rotondo
Casal Rotondo – starożytny rzymski grobowiec, znajdujący się przy via Appia na przedmieściach Rzymu.
Budowla stoi przed 6. kamieniem milowym, po lewej stronie via Appia, tuż przed skrzyżowaniem z via di Torricola. Datowana jest czasy Augusta (schyłek I wieku p.n.e.). Do dziś zachowała się jedynie cylindryczna podstawa grobowca o średnicy 35 m, w starożytności obłożona blokami z trawertynu. Na jej szczycie w okresie średniowiecza zbudowane zostało gospodarstwo (wł. casal), któremu budowla zawdzięcza swoją nazwę.
Obok budowli znajduje się wzniesiony w czasach nowożytnych mur, w który wbudowano pozostałości pierwotnych dekoracji grobowca, odkryte podczas wykopalisk przeprowadzonych przez Luigiego Caninę. Odczytać na nich można fragmentarycznie zachowaną inskrypcję z imieniem Marka Waleriusza Messali Korwinusa, konsula z roku 31 p.n.e.